# راز (فیلم ۲۰۲۳)
راز یا خفیه (به هندی: Khufiya) و (به انگلیسی: Secret) فیلمی هندی محصول سال ۲۰۲۳ و به کارگردانی ویشال بهاردواج است. در این فیلم بازیگرانی همچون تابو، علی فضل، وامیکا گبی، عظمری هاکی بادون، اشیش ویدیارتی، آتول کولکارنی و جان گریوسون ایفای نقش کرده‌اند.